# Dudum sacrum
Die Päpstliche Bulle Dudum sacrum vom 15. Dezember 1433 gehört zu den Konsistorialbullen, mit denen Papst Eugen IV. versucht hatte, dem Konziliarismus der damaligen Epoche entgegenzuwirken. 
Am 23. Juli 1431 war das Konzil von Basel eröffnet worden; aber schon am 18. Dezember 1431 untersagte es Eugen IV. durch die Bulle Quoniam alto und berief ein neues Konzil nach Bologna. Dieser päpstliche Aufruf blieb ohne Erfolg und die Konzilsväter verblieben in Basel. Angesichts dieses Widerstands zog Eugen IV. mit dieser neuen Bulle seine Dekrete gegen das Konzil von Basel zurück und erkannte die Rechtmäßigkeit dieses Konzils an. Der Text der Bulle beruhte in seinen Grundzügen auf dem Vorschlag des Kardinals Giuliano Cesarini.